# Constantine Louloudis
Constantine Michael Louloudis, né le 15 septembre 1991 à Londres, est un rameur d'aviron britannique. Son père est grec, de l'île d'Andros, sa mère est britannique.

## Biographie
Aux Jeux olympiques de 2012, il fait partie de l'équipe britannique médaillée de bronze en huit.

## Palmarès

### Jeux olympiques
- 2012 à Londres,  Royaume-Uni
  -  Médaille de bronze en huit.
- 2016 à Rio de Janeiro,  Brésil
  -  Médaille d'or du quatre sans barreur.

### Championnat du monde
- Championnat du monde U23 d'Aviron 2011 à Amsterdam  Pays-Bas
  -  Médaille d'or en BM2-.
- Championnats du monde d'aviron
  - 2014 à Amsterdam  Pays-Bas
    -  Médaille d'or en huit.

  - 2015 à Aiguebelette  France
    -  Médaille d'or en huit.

### The Boat Race
- The Boat Race 2011 avec Oxford
- The Boat Race 2013 avec Oxford
- The Boat Race 2014 avec Oxford
- The Boat Race 2015 avec Oxford